# Barreras biológicas

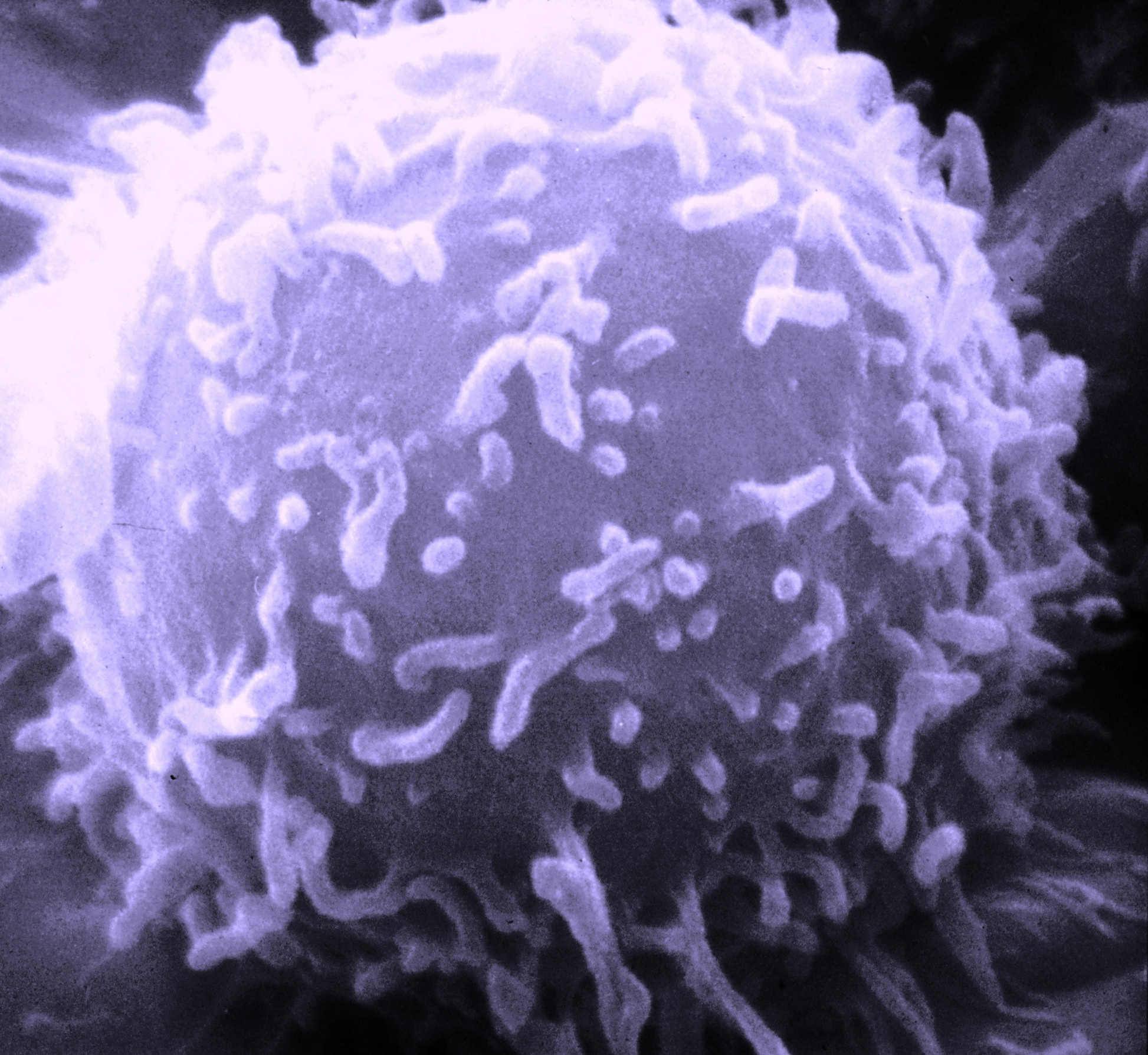
Imagen del linfocito de un ser humano

Las 'barreras biológicas' son el conjunto de mecanismos que permite a los animales y otros seres vivos reconocer las sustancias extrañas, neutralizarlas y eliminarlas cuando las mismas se o
en alguna parte de sus sistemas. En veterinaria y medicina, de forma general, se considera a estos sistemas como parte del concepto inmunidad, término que deriva del latín inmunis, el cual en formas originales significa que algo se encuentra exento de cargos o libre de cualquier cosa.
La inmunidad de los seres vivos (y por lo tanto, las barreras primarias) , depende del sistema inmunológico. El sistema inmunitario, sin embargo, a diferencia de lo que se piensa, no está constituido por órganos propios dedicados a la función de combatir antígenos, sino que está formado por células, tejidos y órganos componentes de otros sistemas, los cuales poseen ciertas partes especializadas en combatir contra patógenos, tales como la piel y el estómago de forma principal. Por lo tanto, las barreras biológicas se componen de mecanismos diversos localizados alrededor del cuerpo, los cuales, de primera manera, tratan de impedir la entrada y el desarrollo de agentes patógenos en el organismo. Cuando esta acción no resulta del todo efectivo, el microorganismo o el virus se instala y produce enfermedades, entrando entonces en funcionamiento la inmunología propiamente dicha. Estas barreras defensivas son de forma principal, catalogadas en varios tipos:
Primariaspiel, mucosas, saliva lágrimas etc
Secundarias(glóbulos blancos) macrófagos, fagocitos, basófilos, neutrófilos, eosinófilos y monocitos.
Terciarias(glóbulos blancos) linfocitos T y linfocitos B.

## Barreras primarias

### Físicas
Toda la superficie del cuerpo se halla cubierta de piel, por eso es la primera defensa del cuerpo antes de que un microorganismo ingrese en él. Por esa razón, la piel debe mantenerse limpia, sin cortes o lastimaduras, por donde entrarían los agente biológico patógeno.
La piel es seca debido a la queratina. Pero la piel que no está queratinizada, como la de la boca, las fosas nasales o el ano, cambia de aspecto y se llama mucosa. Las células de mucosas secretan mucus y por eso el tejido es húmedo. El mucus tiene la propiedad de fijar e inmovilizar a muchos microorganismos, impidiendo que estos penetren.
La piel, el vello de la nariz y dentro del organismo forman una barrera física que hace que estos no puedan desplazarse y muchas veces logran quedar atrapados. La tos y el estornudo son respuestas mecánicas frente a diferentes agentes extraños.

### Químicas
Otra defensa que tiene sudor que secretan las glándulas sudoríparas de la piel. El sudor es una sustancia de pH poco ácido que impide la supervivencia de varios tipos de organismos.
Ácidos gástricos, los cuales eliminan gran parte de las bacterias que ingresan al sistema digestivo por medio del páncreas.
También las lágrimas tienen una sustancia bactericida.

### Biológicas
Flora bacteriana: Impiden que los microbios se instalen en las mucosas. Están relacionados con los vectores biológicos y son esenciales para un ser humano. La barrera hematoencefálica protege al cerebro.

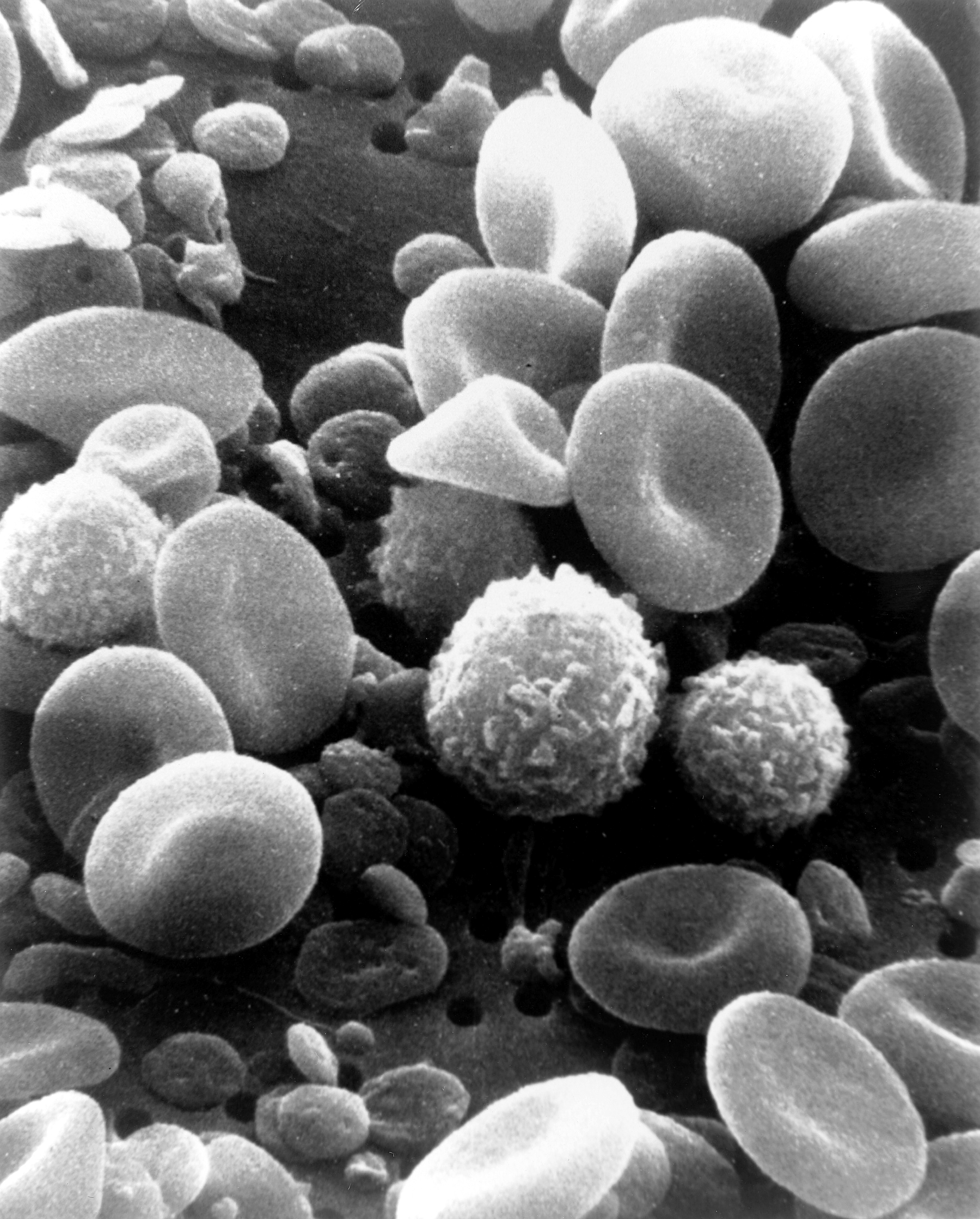
Imagen de un sistema circulatorio de un humano. Se pueden apreciar eritrocitos y leucocitos.

Cuando las barreras primarias no actúan correctamente, se ponen en funcionamiento las barreras secundarias. La primera de estas barreras es la fagocitosis.
La fagocitosis es un proceso que llevan a cabo ciertos glóbulos blancos: los polimorfonucleares, principalmente los neutrófilos y los macrófagos.
La fagocitosis se pone en acción cuando se produce alguna infección. Las infecciones son el aumento de la cantidad de microorganismos en el organismo. La infección se puede iniciar en determinadas células y tejidos, o se distribuye el microorganismo a través de la sangre.
La fagocitosis consiste en producir enzimas y destruir al agente patógeno envolviéndolo con ellas. Para realizar esta defensa, las células pueden llegar al lugar de la infección y destruir a los microorganismos.
Las células dañadas liberan una sustancia llamada histamina. La histamina produce la vasodilatación y un aumento de la permeabilidad capilar, por lo que aumenta el flujo sanguíneo; entonces las células fagocíticas pueden acudir más rápidamente al lugar de la infección.

## Barreras terciarias
Los antígenos son moléculas que provocan una respuesta inmune. Cualquier sustancia no reconocida por el organismo puede funcionar como antígeno.
Los linfocitos T actúan directamente sobre el agente patógeno y lo destruye. En cambio los linfocitos B detectan la presencia de un antígeno y elaboran anticuerpos específicos para ese antígeno. Cuando los antígenos y anticuerpos se unen, se logra que los microorganismos invasores pierdan su toxicidad para el cuerpo.
La respuesta inmune tiene tres características fundamentales:
- Específica: cuando a un antígeno determinado se le crea una respuesta determinada.
- Tienen memoria: los linfocitos fabrican más fácil y rápidamente anticuerpos para antígenos ya conocidos.

- Es moderada y sostenida: existen mecanismos capaces de regular la producción, concentración y persistencia de los anticuerpos del organismo.

Las personas inmunodeficientes tienen reducida la capacidad de producir anticuerpos. La deficiencia puede ser hereditaria o adquirida. Entre las hereditarias se encuentra la agammaglobulinemia de Bruton. Entre la deficiencia adquirida, se encuentra el sida (síndrome de inmunodeficiencia adquirida).